# Aigle Royal Menoua
El Aigle Royal Menoua es un equipo de Camerún que juega en la Segunda División de Camerún, la segunda liga de fútbol más importante del país.

## Historia
Fue fundado en el año 1932 en la ciudad de Dschang, siendo uno de los equipos más viejos de Camerún y a pesar de ello, nunca ha sido campeón de liga ni ha ganado el torneo de copa, pero si ha sido subcampeón de copa en el año 2008.
A nivel internacional ha participado en 1 torneo continental,  la Liga de Campeones de la CAF 2006, donde fue eliminado en la ronda preliminar por el Asante Kotoko de Ghana.

## Palmarés
- Copa de Camerún: 0
  - Subcampeón: 1

2008

## Participación en competiciones de la CAF
| Temporada | Torneo                      | Ronda      | Club          | Casa | Visita | Global |
| --------- | --------------------------- | ---------- | ------------- | ---- | ------ | ------ |
| 2006      | Liga de Campeones de la CAF | Preliminar | Asante Kotoko | 1-1  | 0-3    | 1-4    |

## Jugadores

### Jugadores destacados
| - Richard Bohomo - Ebongue - Enyegue - David Sendar Kengne | - Abdoulaye Keucha - Herman Kingue - Wamba Michel - Mondeleba | - Etchi Oben - Maximin Wamba - Joseph Kouassi |